# Elmer E. Barlow
Pour les articles homonymes, voir Barlow.
 (juin 2022).
Elmer Elbert Barlow (18 mai 1887 - 26 juin 1948) est un juriste américain du Wisconsin.
Né à Arcadia, Wisconsin, Barlow obtient son baccalauréat et son diplôme de droit à l'Université du Wisconsin en 1909. Il pratique le droit à La Crosse, Wisconsin, puis est nommé conseiller exécutif du gouverneur du Wisconsin.
Il épouse Kate Clausen avec qui il deux enfants, Robert et Elizabeth. Sa première femme décéde en 1930, et il se remarie en 1937 avec Anna Wohlgenant.
En 1945, Barlow est élu à la Cour suprême du Wisconsin. Il meurt en  en 1948 d'une crise cardiaque.